# Adriana Rajković
Adriana Rajković (* 25. Februar 1996 in Velika Gorica) ist eine kroatische Tennisspielerin.

## Karriere
Rajković begann mit fünf Jahren das Tennisspielen und spielte bisher vor allem Turniere der ITF Women’s World Tennis Tour, wo sie aber bislang noch keinen Titel gewinnen konnte.
2019 spielte sie in der 2. Tennis-Bundesliga für den TC Grün-Weiss Luitpoldpark München und war Finalistin bei den Bayerischen Meisterschaften.
2021 und 2022 spielte sie für den UTC Fischer Ried in der 1. Bundesliga in Österreich.

### College Tennis
2015 bis 2018 spielte Rajković für das Damentennisteam der Lady Monarchs der Old Dominion University.

## Persönliches
Adriana ist die Tochter von Vesna und Damir Rajkovic. Sie hat zwei jüngere Brüder.